# 成迫健児
成迫 健児（なりさこ けんじ、1984年7月25日 - ）は日本の陸上選手、政治家。大分県議会議員（2期）。
大分県佐伯市出身。2007年、ミズノに入社。2013年、地元の佐伯市に戻り、佐伯市役所職員として東京オリンピック出場を目指す公務員ハードラー。

## 略歴

### 高校時代まで
- 1984年7月25日 大分県佐伯市に生まれる
  - 父の壱も元陸上競技選手で十種競技を専門としていた（やり旧規格の十種競技において、早稲田大学歴代7傑に名を連ねている[1]）。1984年ロサンゼルスオリンピック出場を目指していたが、早稲田大学時代に右足首の靱帯を断裂、中学教諭時代に腰骨を折って選手生命を断たれた。ロサンゼルスオリンピック開幕の3日前に生まれた息子には本当は五輪と名付けたかった[2]。
  - 姉と妹と弟がいて、みんな陸上競技歴を持つ。8歳年の離れた弟は110mハードルや400mハードルなどでインターハイに出場経験を持ち、2008年に地元大分で開催された国体の少年B110mハードルでは2位に入っている[3]。
- 1991年 佐伯市立上堅田小学校（大分県佐伯市）入学
  - 小学生時代は陸上競技だけでなく水泳やサッカーもやっていて、水泳では自由形で全国大会に出場した[2][4]。
- 1997年 佐伯市立佐伯南中学校（大分県佐伯市）入学
  - 進学当初はスランプで県大会に進めなかった。2年からハードルを始め、3年の時に全国大会に初出場を果たした[4]。
- 2000年 大分県立佐伯鶴城高等学校（大分県佐伯市）入学
  - 1年の時に110mハードルでインターハイ初出場を果たし、富山国体の少年B110mハードルでは3位に入った。
  - 2年の時から400mハードルに取り組み始めた。デブレツェン（ハンガリー）で開催された世界ユース選手権では400mハードルで銅メダルを獲得し、世界ユース選手権のハードル種目で日本人初のメダルを獲得した。インターハイの400mハードルは3位、4×400mリレー（3走）は2位に入り、2種目で入賞を果たした。宮城国体の少年共通400mハードルでは1位と0秒03差の2位に入った。
  - 3年の時にキングストン（ジャマイカ）で開催された世界ジュニア選手権の400mハードルに出場したが、54秒10の予選1組5着で敗退した[5]。インターハイの400mハードルは4位。高知国体の少年共通400mハードルは1位と0秒02差の2位で、昨年に続きわずかの差で優勝を逃した。

### 大学時代
- 2003年筑波大学（茨城県つくば市）入学。
  - 1年時
    - 2003年7月の日本インカレは校内選考に漏れて出場できなかった。
    - 2003年11月、筑波大競技会の十種競技にわずかな準備だけで出場し、2003年日本ランキング27位の記録となる6540点をマークした。

  - 2年時
    - 2004年6月、初出場となった日本選手権の400mハードルで4位に入るが、アテネオリンピックA標準（49秒20）を突破することができずオリンピック出場を逃した。
    - 2004年7月、日本インカレに初出場。400mハードルでは出場選手で唯一49秒台を予選と決勝でマークして初制覇。4×400mリレー（3走）にも決勝だけ出場し、優勝した東海大学と0秒55差の2位に入った。
    - 2004年10月、埼玉国体の成年400mハードルで当時日本歴代4位の記録となる48秒54をマークして国体初制覇。
    - 2003年まで400mハードルの自己ベストは50秒53だったが、2004年は50秒を切るレースを14回記録した。

  - 3年時
    - 2005年5月、国際グランプリ大阪の400mハードルで自身2度目の48秒台となる48秒71をマークして3位に入り、為末大に0秒01差で競り勝ち日本人最先着を果たした。
    - 2005年6月、日本選手権の400mハードルに出場。準決勝を49秒22の全体トップで決勝に進出するが、決勝では49秒44にタイムを落とし、優勝した為末大と0秒17差の2位に終わった。
    - 2005年7月、日本インカレに出場。400mは山口有希らに競り勝ち46秒16の自己ベストで制覇。400mハードルは為末大の大会記録を0秒49更新する48秒35の自己ベストで2連覇を達成。4×400mリレー（アンカー）は3分04秒38の大会記録で制して3冠を達成した。
    - 2005年8月、ヘルシンキ（フィンランド）で開催された世界選手権に出場し、自身初のシニアの世界大会を経験した。400mハードルの予選は49秒87の組4着に入り、着順で準決勝に進出した。準決勝は49秒00で組3着に入ったが、着順で決勝に進出できる2着とは0秒51差、タイムで拾われる2枠とは0秒54差の全体10位に終わり、決勝進出を逃した[6]。4×400mリレー（金丸祐三 - 成迫 - 堀籠佳宏 - 佐藤光浩）は予選失格に終わった[7]。

2005年同月、イズミル（トルコ）で開催されたユニバーシアードにも出場。400mハードルを48秒96で制し、1995年大会の山崎一彦以来日本人2人目の金メダルを獲得した。4×400mリレー（太田和憲 - 堀籠佳宏 - 山口有希 - 成迫）では3分03秒20の日本学生記録（混成）を樹立して銀メダルを獲得した。
    - 2005年10月、岡山国体に出場。成年400mハードルを48秒09の大会記録で制して2連覇を達成した。成年400mは46秒02の自己ベストで2位に入った。

  - 4年時
    - 2006年5月、国際グランプリ大阪の400mハードルで日本人2人目の47秒台となる47秒93をマークし、為末大の日本記録に0秒04差と迫った。
    - 2006年6月、日本インカレの400mハードルで出場選手唯一の49秒台をマークして3連覇を達成した。
    - 2006年6-7月、日本選手権の400mハードルに出場。為末大がこの年はハードルを封印したので直接対決は実現しなかったが、決勝では出場選手唯一の48秒台となる48秒95をマークして日本選手権初制覇を果たした。
    - 2006年12月、ドーハ（カタール）で開催されたアジア大会に初出場。400mハードルでは出場選手唯一の48秒台となる48秒78で制し、自身初のアジアタイトルを獲得した[8]。4×400mリレー（堀籠佳宏 - 金丸祐三 - 向井裕紀弘 - 成迫）は3位のスリランカと0秒10差の4位でメダルを逃した。

### 社会人時代
- 2007年　ミズノ入社
  - 2007年6月、日本選手権の400mハードルに出場。48秒87で優勝した為末大と0秒14差の2位に終わり、2連覇を逃した。
  - 2007年8月、大阪で開催された世界選手権に出場し、400mハードルでは2大会連続で準決勝に進出した。準決勝では組2着かタイムで拾われる2枠に入れば決勝に進出できたが、48秒44の組5着に終わり決勝進出はならなかった。この48秒44は準決勝全体6位タイのタイムで、世界選手権史上最も速い落選タイムだった[9][10]。4×400mリレー（山口有希 - 石塚祐輔 - 成迫 - 佐藤光浩）は3分02秒76の予選2組4着（全体10位）に終わり、着順で決勝に進出できる組3着とは0秒37差、タイムで拾われる2枠とは0秒27差で決勝進出はならなかった[11]。
  - 2007年9月、初出場となった全日本実業団選手権の400mハードルを48秒99の大会タイ記録（1999年大会で苅部俊二がマーク）で制した。
  - 2008年3月、沖縄合宿でアキレス腱の痛みの兆候が出始める[12]。
  - 2008年5月、国際グランプリ大阪の400mハードルを49秒00で圧勝[13]。北京オリンピックプレ大会の400mハードルでは48秒87をマークして日本男子選手唯一の金メダルを獲得した[14]。
  - 2008年6月、日本選手権のテストとして出場した石岡記録会の400mハードルのレース後にアキレス腱に激痛が走る。日本選手権直前になっても痛みは治まらず、走りのバランスを崩すほどだったが、そんな状況でも日本選手権の400mハードルでは為末大に次ぐ2位に入った[12]。
  - 2008年8月、北京（中国）で開催されたオリンピックに初出場を果たした。痛めている右アキレス腱をテーピングで固めて出場した400mハードルは49秒63の予選1組5着（全体17位）に終わり、着順で準決勝に進出できる3着に入れず、タイムで拾われる4枠とは0秒02差で準決勝進出を逃した[15][16]。4×400mリレー（安孫子充裕 - 為末大 - 堀籠佳宏 - 成迫）でも3分04秒18の予選2組6着（全体14位）で決勝に進出できなかった[17]。
  - 2008年10月、地元大分で開催された国体ではフィールドホッケー女子代表の岩尾幸美と共に選手宣誓をした。人一倍郷土愛が強く、高校を卒業した頃から意識していた地元大分での国体は「大分のために絶対優勝しなくてはいけない」という思いからオリンピックの1000倍くらい緊張していたが、成年400mハードルを2009年世界選手権のA標準突破となる48秒62で制して5連覇を達成した[4][18]。
  - 2009年6月、日本選手権の400mハードルを49秒53で制し、3大会ぶり2度目の優勝を果たした。
  - 2009年8月、ベルリン（ドイツ）で開催された世界選手権に3大会連続で出場。400mハードルで49秒60の予選1組5着（全体16位）に終わり、着順で準決勝に進出できる3着に入れず、タイムで拾われる4枠に0秒07届かず、世界選手権3回目の出場にして初の予選敗退に終わった[19]。
  - 2009年10月、国体の成年400mハードルで6連覇がかかっていたが、優勝した杉町マハウと0秒17差の2位に終わった[20]。
  - 2009年11月、広州で開催されたアジア選手権に初出場。400mハードルは予選を出場選手唯一の49秒台で通過すると、決勝で49秒22をマークし、2位に0秒74差をつけて金メダルを獲得した。4×400mリレー（藤光謙司 - 成迫 - 廣瀬英行 - 金丸祐三）も3分04秒13で制し、2冠を達成した。
  - 2010年5月、2月に腰を痛めた影響で東日本実業団選手権が今シーズン初の400mハードルの実戦になったが、優勝タイムが不満ながらも49秒86で制した[21]。
  - 2010年6月、日本選手権の400mハードルを49秒01で制して2連覇を達成した[22]。
  - 2010年11月、2連覇がかかっていたアジア大会の400mハードルに出場し、予選を50秒15の全体トップで通過した[23]。迎えた決勝では優勝したインド選手と並ぶようにゴールしたが、5台目のハードルで抜き脚がハードルの外側を通過したとして失格になった[24]。
  - 2011年5月、静岡国際やゴールデングランプリ川崎の400mハードルにエントリーしていたが腰痛のため欠場した[25][26]。
  - 2011年6月、3連覇がかかっていた日本選手権の400mハードルに出場するが、腰痛と右足アキレス腱を痛めていた影響もあり56秒22の予選1組7着で敗退した[27]。
  - 2012年6月、日本選手権の400mハードルに出場したが、アキレス腱を痛めていた影響もあり56秒22の予選2組6着で敗退した。この予選では同じ組に為末大もいたが、1台目のハードルで転倒して組最下位に終わっている。結果的にこれが2005年5月の大阪グランプリ大阪以来の直接対決での先着となった。

### 公務員アスリートとして
- - 2012年12月11日、ミズノを来年の春に退社して佐伯市役所に務めることがミズノから発表された[28]。
- 2013年 佐伯市役所入所
  - 佐伯市が2010年度に新設した「スポーツ枠」（事務職）で採用された[29]。配属先は佐伯市教育委員会学校教育課[30]。
  - 父のコーチを受けながらリオデジャネイロオリンピック出場を目指している[31]。
  - 2013年9月、全日本実業団の400mハードルに出場し、同大会の個人種目に4年ぶりの出場を果たした。結果は52秒52の予選2組3着で決勝には進出できなかった。
  - 2016年春、右脚の痛みが薄らいだことから東京オリンピック出場を目指し、本格的にトレーニングを始めた[32]。
- 2018年 佐伯市役所退職

### 政治家転身
- 2019年 大分県議会議員選挙に無所属で立候補
  - 2019年4月7日 大分県議会議員にトップ当選。県民クラブに参加。

## 自己ベスト
| 種目         | 記録   | 年月日         | 場所     | 備考                             |
| ------------ | ------ | -------------- | -------- | -------------------------------- |
| 300m         | 33秒71 | 2010年4月18日  | 出雲市   |                                  |
| 400m         | 46秒02 | 2005年10月26日 | 岡山市   | 大分県記録                       |
| 400mハードル | 47秒93 | 2006年5月6日   | 大阪市   | 日本歴代2位、2006年世界ランク4位 |
| 十種競技     | 6540点 | 2003年11月2日  | つくば市 | 2003年日本ランク27位             |

## 主要大会成績
- 1999年 佐伯市立佐伯南中学校 3年生
  - 第26回全中 110mH 準決勝敗退（3組6着） / 4×200ｍR 予選敗退（4組8着 2走）
- 2000年 大分県立佐伯鶴城高等学校 1年生
  - 第53回インターハイ 110mH 予選敗退（3組6着 15秒57）
  - 第55回富山国体 少年B110mH 3位（14秒47）
- 2001年 大分県立佐伯鶴城高等学校 2年生
  - 第2回世界ユース選手権 400mH 3位（52秒09） / メドレーリレー 5位（4走 1分52秒60）
  - 第54回インターハイ 400mH 3位（51秒69） / 4×400mR 2位（3走 3分12秒77）
  - 第56回宮城国体 少年A110mH 予選敗退（2組6着 15秒23） / 少年共通400mH 2位（51秒33）
- 2002年 大分県立佐伯鶴城高等学校 3年生
  - 第18回日本ジュニア選手権 400mH 2位（52秒18）
  - 第9回世界ジュニア選手権 400mH 予選敗退（1組5着 54秒10）
  - 第55回インターハイ 400mH 4位（52秒85） / 4×100mR 予選敗退（4組3着 2走 41秒90） / 4×400mR 準決勝敗退（1組4着 4走 3分15秒40）
  - 第57回高知国体 少年A110mH 準決勝敗退（2組6着 14秒62） / 少年共通400mH 2位（51秒57） / 成年少年共通4×100mR 予選敗退（4組7着 4走 41秒61）
- 2003年 筑波大学 1年生
  - 第19回日本ジュニア陸上選手権 400mH 4位（51秒70）
  - 第1回日本学生ジュニア選手権 400mH 優勝（50秒53）
- 2004年 筑波大学 2年生
  - 第88回日本選手権 400mH 4位（49秒80）
  - 第73回日本インカレ 400mH 優勝（49秒65） / 4×400mR 2位（3走 3分07秒62）
  - スーパー陸上 400mH 4位（49秒07）
  - 第59回埼玉国体 成年400mH 優勝（48秒54 大会記録）
- 2005年 筑波大学 3年生
  - 国際グランプリ大阪 400mH 3位（48秒71）
  - 第89回日本選手権 400mH 2位（49秒44）
  - 第74回日本インカレ 400m 優勝（46秒16） / 400mH 優勝（48秒35 大会記録） / 4×400mR 優勝（4走 3分04秒38 大会記録）
  - 第10回世界陸上ヘルシンキ大会 準決勝敗退（予選2組4着 49秒87 → 準決勝2組3着 49秒00） / 4×400mR 予選失格（2走）
  - 第23回ユニバーシアード 400mH 優勝（予選4組2着 50秒32 → 準決勝1組1着 49秒65 → 決勝1着 48秒96）/ 4×400mR 2位（4走 3分03秒20 日本学生記録）
  - スーパー陸上 400mH 2位（48秒40）
  - 第60回岡山国体 成年400m 2位（46秒02） / 成年400mH 優勝（48秒09 大会記録）
- 2006年 筑波大学 4年生
  - 国際グランプリ大阪 400mH 3位（47秒93 日本歴代2位）
  - 第75回日本インカレ 400m 2位（46秒48） / 400mH 優勝（49秒08） / 4×400mR 5位（4走 3分10秒06）
  - 第90回日本選手権 400mH 優勝（48秒95）
  - スーパー陸上 400m 9位（47秒64）
  - 第61回兵庫国体 成年400m 3位（46秒51） / 成年400mH 優勝（49秒19）
  - 第15回ドーハアジア大会 400mH 優勝（48秒78） / 4×400mR 4位（4走 3分07秒07）
- 2007年 ミズノ
  - 国際グランプリ大阪 400mH 4位（49秒20）
  - 第91回日本選手権 400mH 2位（49秒01）
  - 第11回世界陸上大阪大会 準決勝敗退（予選5組3着 48秒92 → 準決勝1組5着 48秒44） / 4×400mR 予選敗退（2組4着 3走 3分02秒76）
  - 第55回全日本実業団選手権 400mH 優勝（48秒99 大会タイ記録）
  - スーパー陸上 400mH 2位（49秒92）
  - 第62回秋田国体 成年400mH 優勝（49秒09）
- 2008年 ミズノ
  - 国際グランプリ大阪 400mH 優勝（49秒00）
  - 北京オリンピックプレ大会 400mH 優勝（48秒87） / 4×400mR 2位（2走 3分05秒51）
  - 第92回日本選手権 400mH 2位（49秒47）
  - 第29回北京オリンピック 400mH 予選敗退（1組5着/全体17位 49秒63） / 4×400mR 予選敗退（2組6着 4走 3分04秒18）
  - スーパー陸上 400mH 2位（49秒68）
  - 第63回大分国体 成年400mH 優勝（48秒62）
- 2009年 ミズノ
  - 国際グランプリ大阪 400mH 3位（48秒77） / NGP4×400mR 優勝（日本A4走 3分04秒50）
  - 第93回日本選手権 400mH 優勝（49秒53）
  - ゴールデンガラ 400mH 9位（49秒91）
  - 第12回世界陸上ベルリン大会 400mH 予選敗退（1組5着 49秒60）
  - スーパー陸上 400mH 2位（49秒41）
  - 第57回全日本実業団選手権 400m 決勝棄権（予選3組1着 47秒15） / 400mH 優勝（49秒11） / 4×100mR 8位（2走 43秒07）
  - 第64回新潟国体 成年400mH 2位（48秒84）
  - 第18回アジア陸上広州大会 400mH 優勝（49秒22） / 4×400mR 優勝（2走 3分04秒13）
- 2010年 ミズノ
  - 第94回日本選手権 400mH 優勝（49秒01）
  - 第65回千葉国体 成年400mH 3位（49秒63） / 成年少年共通4×100mR 準決勝敗退（3組6着 2走 41秒79）
  - 第16回広州アジア大会 400mH 決勝失格
- 2011年 ミズノ
  - 第95回日本選手権 400mH 予選敗退（1組7着 51秒35）
  - 第59回全日本実業団選手権 4×400mR 4位（4走 3分13秒19）
- 2012年 ミズノ
  - 第96回日本選手権 400mH 予選敗退（2組6着 56秒22）
  - 第60回全日本実業団選手権 4×400mR 決勝進出（予選2組2着 2走 3分15秒39）*予選のみ出場（決勝のミズノは3分15秒29で4位）
- 2013年 佐伯市役所
  - 第61回全日本実業団選手権 400mH 予選敗退（2組3着 52秒52）

## 出演
- スパニチ!!『カリスマの宿題』（2015年7月4日、TBS）

「電車のドアが開いてから次の駅まで猛ダッシュ！“同じ電車”に乗り込めるか？」に挑戦した。

## 関連DVD
- 『目で見る！400ｍハードル競走における理論と実際　その競技特性と技術トレーニング』（指導・解説：宮下憲（筑波大学陸上競技部副部長）、実技協力：成迫健児、ジャパンライム、2008/6、DVD）